# Neocononicephora
Neocononicephora is een geslacht van rechtvleugeligen uit de familie sabelsprinkhanen (Tettigoniidae). De wetenschappelijke naam van dit geslacht is voor het eerst geldig gepubliceerd in 1998 door Gorochov.

## Soorten
Het geslacht Neocononicephora  is monotypisch en omvat slechts de volgende soort:
- Neocononicephora storozhenkoi (Gorochov, 1994)